# Per Georg Scheutz
Per Georg Scheutz, švedski odvetnik, prevajalec, izumitelj in praračunalnikar, * 23. september 1785, † 22. maj 1873. 
Scheutz je najbolj znan po svojem pionirskem delu v računalniški tehnologiji.
Študiral je pravo na Univerzi v Lundu in tam diplomiral leta 1805. Po študiju se je nekaj časa ukvarjal z odvetništvom in prevajanjem. Prevedel je več del Williama Shakespearea, nato pa se je začel ukvarjati s politiko in strojništvom.
Leta 1837 je iznašel Scheutzov računski stroj in ga leta 1843 izdelal. Stroj je izdelal s sinom Edwardom in je temeljil na Babbageovem diferenčnem stroju. Leta 1853 so izdelali izboljšano različico in jo kasneje leta 1855 predstavili na svetovni razstavi v Parizu. Stroj so leta 1859 prodali Britanski vladi. Leta 1860 je Scheutz naredil še en takšen stroj in ga prodal v ZDA. Napravo so uporabljali pri izdelavi logaritemskih tablic.
Čeprav stroj ni bi popoln in ni mogel tvoriti popolnih tablic, ga je Martin Wiberg leta 1875 na novo skonstruiral in izdelal različico v velikosti šivalnega stroja, ki je lahko izpisovala cele logaritemske tablice.